# Monastero di Cozia
Il monastero di Cozia, eretto vicino a Călimăneşti come donazione del Voivoda Mircea il Vecchio, è uno dei monumenti più preziosi dell'arte e dell'architettura medievale nazionale in Romania.
Il nome del monastero è di origine cumana e significa "noce", dalla parola turca koz, che significa noce. Il nome originale del luogo era l'equivalente rumeno, Nucetul, ma già nel 1387, un documento di Mircea cel Bătrân usa il nome attuale. 
Il chiostro fortificato risale alla sua fondazione (1388) ed è l'unico in stile bizantino conservato in Romania. Due cappelle sono incorporate nel fianco verso il fiume Olt e le loro cupole bizantine si riflettono nell'acqua, creando uno dei simboli più culturali e naturali in Romania.

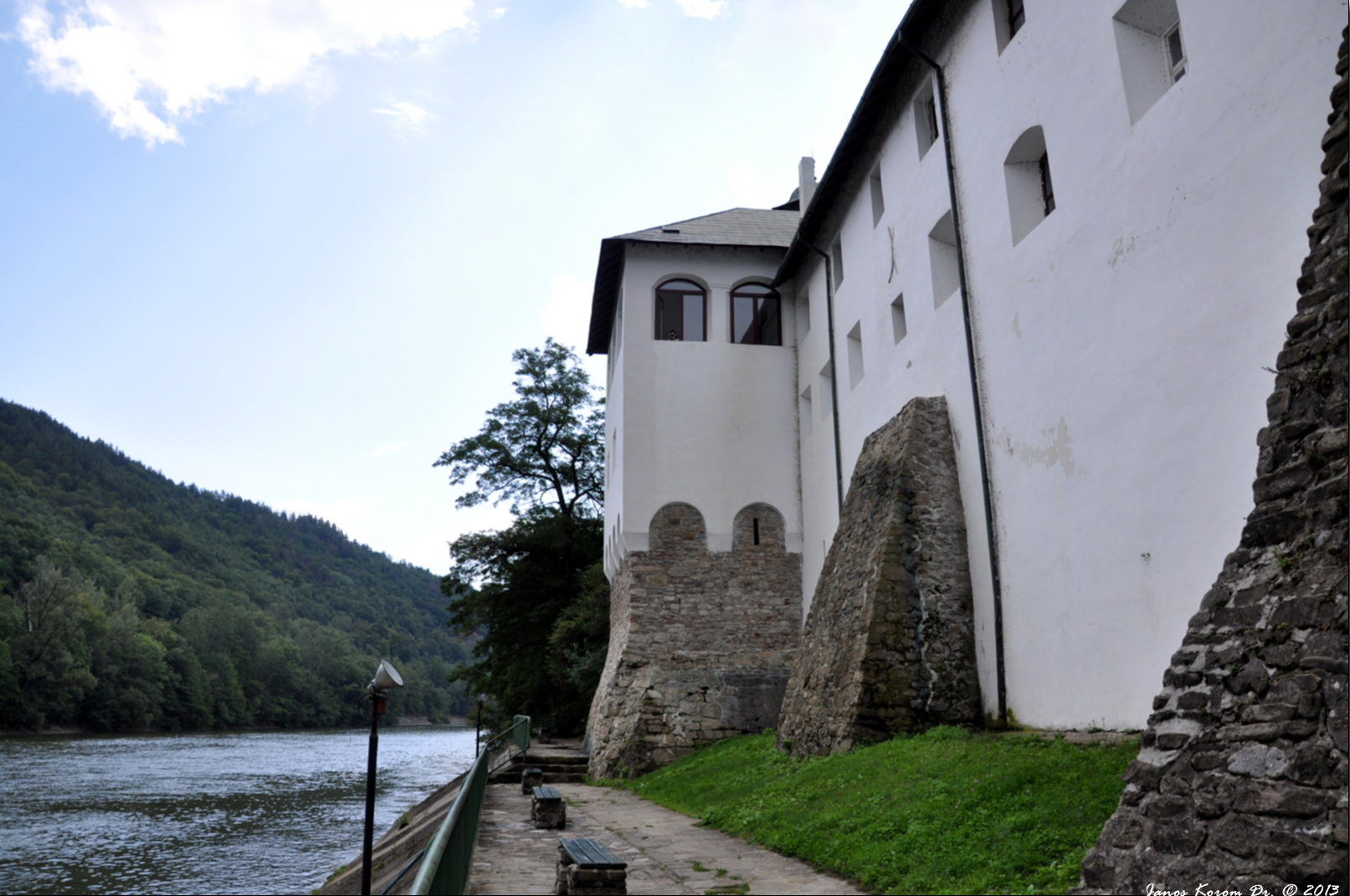
muro del monastero sulla riva dell'Olt

L'aspetto della chiesa è segnato da una profonda influenza serba, in particolare di quella scuola artistica e architettonica promossa da nobili e notabili serbi nella valle della Morava a cavallo tra i secoli XIV e XV. Le decorazioni delle pareti con rosette, gli ordini alternati orizzontali di conci e mattoni (di derivazione bizantina) e lo slancio verticale sono senza precedenti nell'architettura valacchiana e denotano una forte somiglianza con la chiesa di Lazarica in Serbia, il che fa dedurre l'impiego di artigiani serbi..
La struttura è stata modificata da Basarab V Neagoe (1517), Şerban Cantacuzino e Constantin Brâncoveanu (1707), che ha aggiunto una veranda, una nuova fontana, una cappella e una torre di guardia, aggiungendo alla sua architettura lo stile brâncovenesc .
Di grande valore è la chiesa 'bolniţa' (1543), con affreschi interni ben conservati come il ritratto votivo del sovrano Mircea cel Bătrân e dei suoi figli.
Il monastero fu dipinto tra il 1390 e il 1391. Alcuni degli affreschi originali (1390) sono ancora oggi ben conservati.
La chiesa del monastero fu posta sul timbro romeno nel 1968.
Cozia ospita un museo di mostre antiche: antichi manoscritti e stampe, ricami e oggetti di culto.